# Daïra de Thénia
Pour les articles homonymes, voir Thénia (homonymie).
La daïra de Thénia est une des neuf (9) daïras qui composent la wilaya de Boumerdès, en Algérie, et dont le chef-lieu est la ville éponyme de Thénia.
Les communes qui la composent sont :
- Thénia
- Souk El Had
- Ammal
- Béni Amrane

## Histoire
La daïra de Thénia est créée à la suite de la promulgation de la loi no 84-09 du 4 février 1984 relative au découpage territorial administratif.
Cette daïra a été touchée par le tremblement de terre du 21 mai 2003.

## Villages
Les villages de cette daïra des Aïth Aïcha sont au nombre de 14:
- Thala Oufella (Soumâa)
- Mraldène
- Tabrahimt
- Gueddara
- Mehrène
- Tamsaout
- Balloul
- Djenahe
- Aït Hamadouche
- Ifekharène
- Aït Amar
- Iâazliène
- Iguerâaïchène
- Aït Boumerdès

## Personnalités
- Le marabout Sidi Boushaki (1394-1453) qui est enterré dans le village de Soumâa au sud de Thénia.
- Le professeur Noureddine Melikechi, y est né en 1958 à Thénia.
- Les boxeurs Mohamed Missouri (1947), Hocine Soltani (1972) et Mohamed Allalou (1973) sont tous trois natifs de Thénia.